# Esther Fuchs
Esther Fuchs (Tel Aviv, 1972) è una biblista israeliana, ordinaria di Studi del vicino oriente e Studi Ebraici all'Università dell'Arizona.

## Biografia
Nata a Tel Aviv, si forma all'Università ebraica di Gerusalemme e alla Brandeis University. dopo aver insegnato all'Università del Texas ad Austin, ottiene la cattedra all'Arizona University.
Ha pubblicato Israeli Mythogynies: Women in Contemporary Hebrew Fiction nel 1987 e Sexual Politics in the Biblical Narrative nel 2000,descrivendo la propria ricerca come un tentativo di "depatriarcalizzare" la Bibbia ebraica.